# Kvarteret Fyrväpplingen

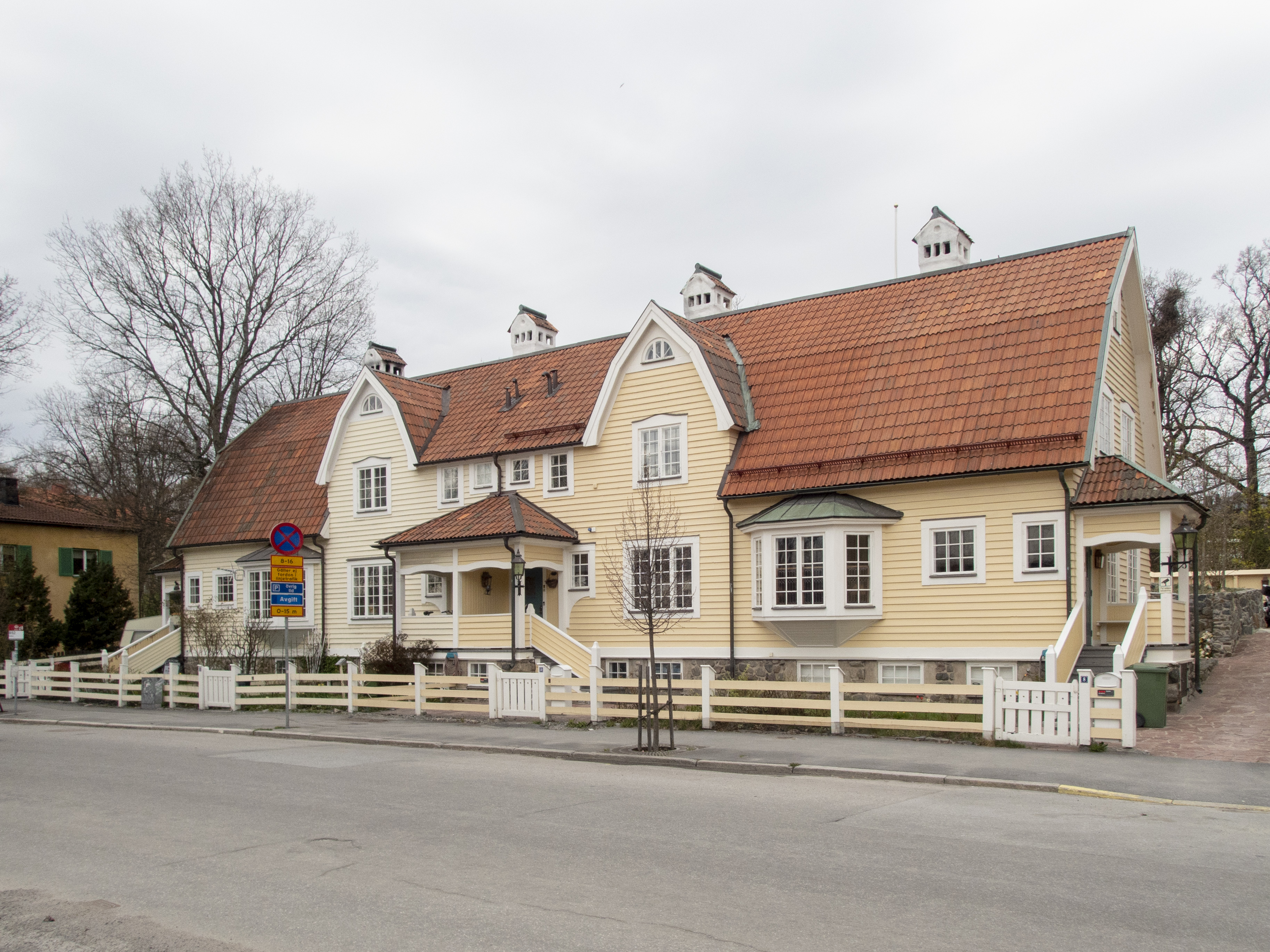
"Radhuset" i kvarteret Fyrväpplingen utmed Stråkvägen

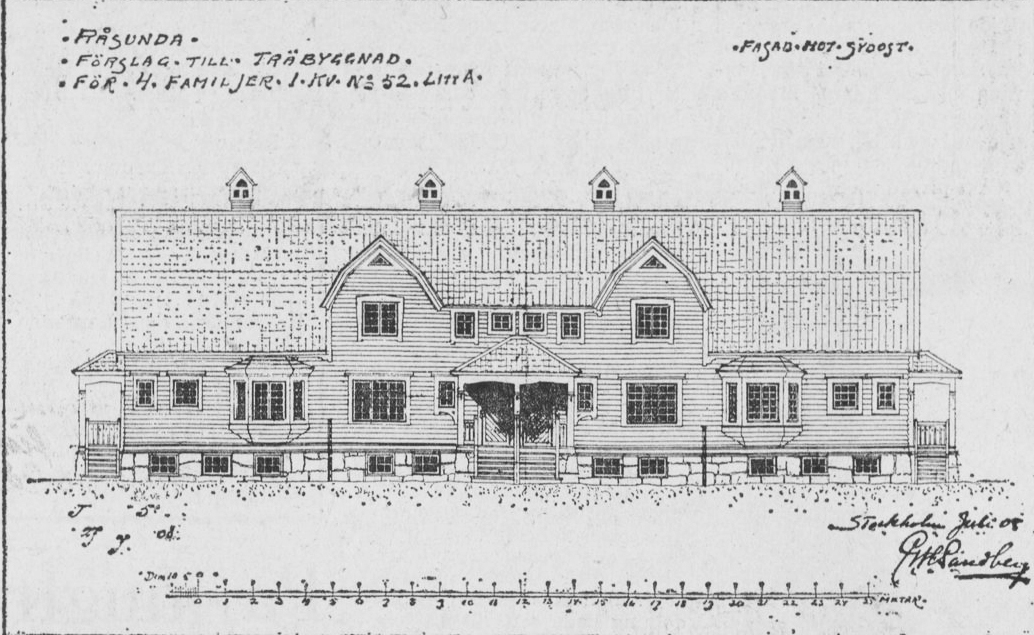
"Radhusets" byggnadsritningar

Kvarteret Fyrväpplingen är ett centralt beläget kvarter i Råsunda i Solna kommun med blandad bebyggelse. Kvarteret erhöll sin nuvarande form genom ett avtal angående monopol och avstående av mark mellan Råsunda Förstadsaktiebolag och Råsunda municipalsamhälle, med Kungl. Maj:ts kännedom och tillstyrkt genom två partiella tomtindelningar år 1936 och 1937. Kvarteret Fyrväpplingen omges av kvarteren Almen, Aspen, Bollen, Eken och Oxeln. 
Kvarterets nordöstra sida domineras av en olivgrön, tidig miljonprogramsbyggnad i lamellstil på 4,5 våningar ritad av arkitekterna Bocander & Cronvall. Byggnaden har senare byggts ut till 5 och 6 våningar. Kvarterets västra sida består av 1 vånings egnahemsvillor byggda i enlighet med SOU 1932:11 och byggnadsordning enligt 1874 års byggnadsstadga. Endast en av villorna är arkitektritad. På kvarterets södra sida finns ett ”radhus” med en ganska färgglad historia.
”Radhuset” byggdes 1908-1909 på initiativ av G.W. Olivecrona och Erik Sandberg, direktörer på Råsunda Förstadsaktiebolag, med stöd av dåtida utomplansbestämmelser, stadsplan av hävd, "egen byggnadsnämnd", "eget fastighetsregister" och "egen beslutskraft", i syftet att skapa ett reklamobjekt för Råsunda Förstadsaktiebolag vid försäljning av byggnadstomter i Råsunda, varefter det var tänkt att ”radhuset” skulle rivas för att ge plats åt ett slutet storgårdskvarter i jugend/nationalromantisk stil på fem till åtta våningar. Eftersom försäljningen av byggnadstomter inte gick helt enligt förhoppningarna såg G.W. Olivecrona till att komponera ihop en egen plankarta med egentillverkad byggnadsordning varefter försäljningen var till Råsunda Förstads-aktiebolags förnöjsamhet, men inte till de 35 byggherrarnas varför G.W. Olivecrona avgick som vd för Råsunda Förstadsaktiebolag och flyttade utomlands, vilket enligt dennes egen utsago inte var frivilligt utan ett resultat av felslagna förhoppningar, vilka hamnat på dennes last och gjort dennes liv odrägligt på hemmaplan samt satt dennes ekonomiska bärkraft på hårda prov. Råsundabolaget kommenterade situationen i sin årsredovisning för 1910 med att bolaget sett det nödvändigt att frångå tidigare principer. Råsundabolagets styrelseordförande gjorde ett flertal försök att återköpa de fyra gårdsdelarna men lyckades inte återköpa fler än två delar.
Efter att Råsunda fått sin första stadsplan fastställd 1912 och sin första byggnadsordning 1915 blev ”radhuset” planstridigt, ett förhållande som bestått in i modern tid. 1934 belastades med förbehåll ”radhuset” även dels med prickmark för zonexpropriation fram till hatthyllan avseende vägbreddning av Stråkvägen, först med syftet att bygga spårväg och sedan med syftet att bygga motortrafikled, dels med prickmark på baksidan för att säkerställa rätten till körslor över privat mark liksom att Råsunda fullmäktige 1933 gick i författning om att ”radhusets” ägandeförhållanden skulle på Länsstyrelsens beslut bero. 1973 lyckades de dåtida ägarna övertyga en då nybliven doktor i arkitektur om att huset ”troligen” var bevarandevärt, till Solna stads stadsarkitekt stora förtret, då denne likt alla sina företrädare ville riva ”radhuset” och bygga stort, mycket större i kvarteret inklusive en fiktiv tunnelbanestation. Byggnadsminnet tillkom i oförstånd och blev av självpåtagen sort samt handlades på riksantikvarieämbetet av en släkting till en delägare i "radhuset". Handläggaren ska även i yttrande till Solna stads stadsarkitekt ha uppgett att den "på besök i Råsunda sett väldigt många vackra byggnader". 
”Radhuset” är enligt Råsunda Förstadsaktiebolags handlingar och byggnadsritningar ett 10,80m högt blockhus, har 4 våningar och är byggt på en stensatt platta som en gård. Huset är byggt med standardelement som var förhållandevis vanliga på 1910-talet varför liknande hus kan beses lite var som helst i Stockholms län och övriga landet. Fasadernas gestaltning är ”troligen” ritade av arkitekten G.H. Sandberg i jugendstil med influenser av nationalromantik, järnvägsstation och herrgårdsflygel samt med kronskorstenar på taket. Inuti huset skall det enligt byggnadsminnesförklaringen ”troligen” finnas välbevarade Engelska renserier och hygienutrymmen. Enligt byggnadsminnesförklaringen var byggnaden ett av de första byggnaderna att färdigställas vid Råsundabolagets exploatering av Råsunda, det fanns dock 1907 redan ett stort antal byggnader i Råsunda, exempelvis gårdarna Charlottenburg och Ellenhill.
I december 2011 brann ”radhuset” till största delen ned i en fullt utvecklad brand varefter i princip alla originaldetaljer fick bytas ut mot replikor. Senare har kommunen givit bygglov till byggnation av underjordsgarage och gårdsbyggnation, vilket medfört att de enligt byggnadsminnesförklaringen så vackra klipporna sprängts bort.